# Kevin Painter
Kevin Painter (* 12. Juli 1967 in Billericay, Essex) ist ein englischer Dartspieler. Seine größten Erfolge sind das Erreichen des WM-Finals 2004 sowie der Titel bei den Players Championship Finals 2011.

## Karriere

### 1992–2001: BDO-Karriere
Kevin Painters Profikarriere bei der British Darts Organisation begann im Jahr 1992, als er bei den Antwerp Open ins Halbfinale kam. Vier Monate später spielte er sein erstes Finale bei den Denmark Open, dass er gegen Rod Harrington verlor.
Im Januar 1994 nahm Painter erstmals an einer Weltmeisterschaft teil. Bei der BDO World Darts Championship schied er jedoch in der ersten Runde gegen Kevin Kenny aus. Bei seiner erstmaligen Teilnahme am World Masters 1994 kam Painter ins Achtelfinale.
Bei der BDO World Darts Championship 1995 gelang ihm dann allerdings sein erster Sieg in einem WM-Spiel. In der ersten Runde schlug er Magnus Caris mit 3:2 in Sätzen. In der zweiten Runde verlor er allerdings gegen Martin Adams mit 0:3.
Sein erster großer Turniersieg gelang Painter im Juni 1995. Im Finale der England Open schlug er Ronnie Baxter. Bei der BDO World Darts Championship 1996 musste er sich dann aber in der ersten Runde eben Jenem geschlagen geben.
Ein Jahr später gewann Painter mit den British Open und dem British Matchplay erstmals zwei Titel in einem Jahr und erreichte sowohl beim World Masters 1997 als auch bei der BDO World Darts Championship 1998 das Achtelfinale. Auch bei der BDO World Darts Championship 1999 konnte Painter sein erstes Spiel gewinnen, bevor er wieder im Achtelfinale gegen Ronnie Baxter ausschied.
Painters erstes PDC-Turnier waren die England Open 1999, wo er ins Viertelfinale kam. Auch bei der BDO World Darts Championship 2000 kam Painter ins Viertelfinale, seine bis dahin beste Leistung bei einer WM, in dem er gegen den späteren Weltmeister Ted Hankey ausschied.
Sein nächster Titel gelang Painter zusammen mit dem Englischen Team beim WDF Europe Cup 2000, als man sich im Finale mit 9:3 gegen die Niederländer durchsetzen konnte. Im Oktober desselben Jahres nahm er erstmals an einem PDC-Major, dem World Grand Prix teil, wo er in die zweite Runde einziehen konnte, in der er mit 2:3 gegen Turniersieger Phil Taylor verlor.
Die Swedish Open 2000 waren sein bisher letzter Turniersieg bei der BDO und der WDF. Bei der BDO World Darts Championship 2001 erreichte Painter noch einmal das Viertelfinale, dann wechselte er zur Professional Darts Corporation.

### 2001–2004: Bis zum WM-Finale
Nach ersten Viertelfinalteilnahmen bei der PDC durfte Painter direkt beim World Matchplay 2001 antreten. Er schied jedoch bereits in der ersten Runde gegen Dennis Priestley aus. Dafür kam er beim World Grand Prix bis ins Viertelfinale und schlug dafür Phil Taylor in Runde eins und Richie Burnett im Achtelfinale. Das Viertelfinale verlor er dann allerdings mit 1:6 recht deutlich gegen Dennis Smith. Seine letzten Teilnahmen bei BDO-Majors endeten beide im Viertelfinale. Sowohl beim World Masters als auch beim Doeland Grand Masters verlor er gegen Andy Fordham.
Im Dezember 2001 nahm Painter erstmals an der PDC World Darts Championship teil. In der ersten Runde verlor Painter mit 2:4 gegen Ronnie Baxter.
Bei den Antwerp Open 2002 spielte Painter sein erstes PDC-Finale, das er mit 1:3 gegen Colin Lloyd verlor. Sechs Monate später im Oktober 2002 gelang ihm allerdings auch sein erster PDC-Titel. Im Finale des Bob Anderson Classic konnte sich Painter gegen Darryl Fitton durchsetzen.
Sowohl beim World Matchplay als auch beim World Grand Prix schied Painter im Achtelfinale aus.
Für Aufsehen sorgte Painter bei der PDC World Darts Championship 2003. Als Nummer 14 der Rangliste gesetzt gewann er in der ersten Runde mit 4:1 in Sätzen gegen Reg Harding, bevor er in der zweiten Runde auch seinen Rivalen Ronnie Baxter mit 5:3 schlagen konnte. Auch im Viertelfinale gewann Painter. Mit 5:2 eliminierte er Richie Burnett aus dem Turnier. Erst im Halbfinale konnte er vom späteren Weltmeister John Part gestoppt werden, gegen den er mit 4:6 verlor.
Unter anderem eine Halbfinalteilnahme bei den UK Open Qualifiers 2002/03 brachte Painter die Qualifikation für die UK Open 2003. Dort traf er allerdings in seinem ersten Spiel auf Phil Taylor und unterlag ihm mit 3:5. Auch beim World Matchplay schied Painter in der ersten Runde aus. Beim World Grand Prix kam er aber erneut ins Viertelfinale, in dem es zur Neuauflage des WM-Halbfinals kam. Er verlor erneut gegen John Part mit 1:4.
Bei der PDC World Darts Championship 2004 konnte Painter seine Leistungen aus dem Vorjahr noch einmal steigern. Diesmal als Nummer 10 gesetzt gewann er sein Erstrundenmatch knapp gegen Paul Williams mit 4:3. Im Achtelfinale schlug er dann Ronnie Baxter mit 4:2 um ins Viertelfinale einzuziehen, dass er ebenfalls gewann. Mit 5:1 warf er Mark Dudbridge aus dem Turnier. Im Halbfinale gelang ihm dann ein sensationeller Whitewash in Sätzen gegen Bob Anderson, als er nach einem 6:0 in sein erstes WM-Finale einzog. Gegen Phil Taylor führte Painter zunächst 4:1 in Sätzen, bevor dieser sich stark zurück kämpfte und das Finale im letzten Satz in den ersten Last-Leg-Decider einer PDC-Weltmeisterschaft gehen musste. In diesem Leg behielt Phil Taylor die Nerven und checkte über Doppel 5 zum WM-Titel.

### 2004–2009: Festigung in der Weltspitze und mehrere Major-Halbfinals
Am 15. Februar 2004 gewann Painter sein erstes Finale auf der PDC Pro Tour. Beim UK Open South West Regional Final schlug er im Finale Roland Scholten mit 2:0. Auch bei den anschließenden UK Open 2004 war Painter erfolgreich. Erst im Viertelfinale schied er gegen Steve Beaton aus dem Turnier aus. Wenige Wochen später gewann er das Sheppey Darts Classic.
Beim World Matchplay 2004 kam Painter nach einem Sieg über Lionel Sams in der Verlängerung, ins Achtelfinale, das er nach 36 Legs mit 17:19 gegen Ronnie Baxter verlor. Es handelt sich damit um das längste Achtelfinale in der Geschichte des World Matchplay. Beim World Grand Prix schied Painter abermals gegen Ronnie Baxter aus. Dieses Mal allerdings im Viertelfinale mit 2:4.
Bei der PDC World Darts Championship 2005 erreichte Painter als Nummer 7 der Welt das Viertelfinale. Dafür schlug er zunächst Wayne Jones mit 4:2 und danach Andy Jenkins mit 4:3, bevor er in der Neuauflage des Finals von 2004 gegen den erfolgreichen Titelverteidiger Phil Taylor mit 1:5 verlor.
Beim Las Vegas Desert Classic 2005 gewann Painter in der ersten Runde gegen Adrian Lewis, bevor er im Achtelfinale Alex Roy schlagen konnte. Das Viertelfinale verlor er aber erneut gegen den Gewinner des Turniers Phil Taylor. Beim World Matchplay 2005 schied er in der ersten Runde mit 4:10 gegen Adrian Lewis aus. Beim World Grand Prix gewann Painter sein Erstrundenmatch mit 2:0 gegen Terry Jenkins, bevor er in der zweiten Runde nach einem 2:3 gegen Mark Dudbridge ausschied.
Bei der PDC World Darts Championship 2006 wiederholte Painter seine Viertelfinalteilnahme aus dem Vorjahr. Nach Siegen über Dale Newton, Wes Newton und Mark Dudbridge kam es im Viertelfinale zu einer Wiederholung des Spiels von 2005, indem Phil Taylor erneut mit 5:1 gegen Painter gewann und den WM-Titel später verteidigte.
Bei den UK Open Qualifiers 2005/06 gewann Painter das North East Regional Final mit 2:0 gegen Colin Lloyd und fuhr damit seinen zweiten PDC Pro Tour-Titel ein. Beim World Matchplay 2006 gewann Painter in der ersten Runde mit 10:8 gegen Barrie Bates, verlor aber im Achtelfinale mit 9:13 gegen den späteren Finalisten James Wade. Beim World Grand Prix verlor er zum ersten Mal überhaupt sein Erstrundenmatch, als er sich mit 0:2 Andy Callaby geschlagen geben musste.
Auch bei der PDC World Darts Championship 2007 konnte Painter nicht an seine Vorjahreserfolge anknüpfen. Die damalige Nummer 13 der PDC Order of Merit schied ohne Satzgewinn in der ersten Runde gegen Colin Osborne aus. Sowohl bei den US Open als auch bei den UK Open kam Painter allerdings ins Achtelfinale. Beim Las Vegas Desert Classic 2007 schied Painter in der ersten Runde gegen den Turniersieger Raymond van Barneveld aus.
Beim World Matchplay 2007 verlor Painter in der zweiten Runde mit 6:13 gegen Phil Taylor. Im September 2007 kam Painter erstmals bei einem Players Championship-Turnier ins Halbfinale, als er bei den Windy City Open gegen Turniersieger Ronnie Baxter mit 2:3 verlor. Im Oktober konnte er dies in Kirchheim wiederholen. Hier verlor er erneut gegen den Turniersieger, diesmal Wayne Mardle.
Im November 2007 nahm Painter am erstmals ausgetragenen Grand Slam of Darts teil. In seiner Gruppe schlug er Gary Anderson und Barrie Bates und qualifizierte sich damit als Erstplatzierter für die K.-o.-System hier gewann er das Achtelfinale mit 10:7 gegen Mervyn King, konnte jedoch gegen Gary Anderson seinen Vorrundensieg nicht wiederholen und verlor mit 7:10 im Viertelfinale.
Bei der PDC World Darts Championship 2008 spielte Painter wieder groß auf und kam nach Siegen über Gary Mawson, Chris Mason, Raymond van Barneveld und Adrian Lewis erneut ins Halbfinale, in dem er zum insgesamt fünften Mal gegen den späteren Weltmeister verlor. Mit 2:6 musste sich Painter John Part geschlagen geben, der das Finale mit 7:2 gewann.
Das Las Vegas Desert Classic 2008 verlor Painter wieder einmal gegen den späteren Titelträger Phil Taylor. In der ersten Runde kam er nicht über ein 4:6 hinaus. Beim World Matchplay schied Painter erneut in der ersten Runde aus. Im World Grand Prix konnte Painter dafür wieder ein Spiel gewinnen. Im Achtelfinale verlor er jedoch gegen Colin Lloyd.
Bei der erstmals ausgetragenen European Darts Championship 2008 musste sich Painter in der ersten Runde mit 2:5 Peter Manley geschlagen geben. Auch beim Grand Slam of Darts schied Painter direkt aus.
Auch bei der PDC World Darts Championship 2009 schied Painter zum insgesamt sechsten Mal gegen den späteren Weltmeister aus. Er konnte zwar in den ersten beiden Runden Matt Clark und Carlos Rodríguez besiegen, scheiterte dann aber im Achtelfinale an Phil Taylor. Die erstmals ausgetragenen Players Championship Finals 2009 endeten für Painter in der zweiten Runde, in der er mit 5:6 gegen James Wade verlor.
Bei den UK Open 2009 erreichte Painter sein bestes Ergebnis in diesem Turnier. Nach Siegen über Dave Askew, Steve Grubb, Dennis Priestley und Alan Tabern konnte er sich bis ins Halbfinale vorkämpfen. Das verlor er dann allerdings mit 7:10 gegen Colin Osborne. Beim letztmals ausgetragenen Las Vegas Desert Classic zog Painter wie beim World Matchplay in die zweite Runde ein. Letzteres verlor er wieder einmal gegen den späteren Titelträger Phil Taylor.
Beim World Grand Prix 2009 konnte Painter in der ersten Runde Michael van Gerwen mit 2:0 schlagen, bevor er im Achtelfinale gegen Dennis Priestley mit 3:1 gewann. Erst im Viertelfinale wurde er mit 1:4 von Andy Hamilton gestoppt. Der Grand Slam of Darts begann für Painter wieder mit dem Gruppensieg, bei dem er John Part und Francis Hoenselaar schlagen konnte. Das Achtelfinale gewann Painter dann mit 10:5 gegen Kirk Shepherd, bevor er im Viertelfinale wie zuvor in der Gruppenphase gegen Raymond van Barneveld verlor.
Bei der PDC World Darts Championship 2010 kämpfte sich Painter bis ins Achtelfinale. Dafür schlug er in der ersten Runde Mensur Suljović mit 3:1, bevor er in der zweiten Runde gegen Vincent van der Voort mit 4:3 gewinnen konnte. Im Achtelfinale verlor er dann wie beim Grand Slam gegen Raymond van Barneveld, diesmal mit 1:4 in Sätzen.

### 2010–2013: Erster Major-Titel
Beim World Matchplay 2010 erspielte sich Painter mit Siegen über Colin Lloyd und Mark Walsh, jeweils in der Verlängerung, das Viertelfinale, in dem er mit 4:16 gegen den späteren Titelträger Phil Taylor verlor. Beim World Grand Prix verlor Painter in der zweiten Runde gegen Gary Anderson.
Die PDC World Darts Championship 2011 endete für Painter erstmals wieder in der ersten Runde. Gegen Brendan Dolan konnte er keinen Satz gewinnen.
Als Spieler in den Top 101 der Order of Merit bekam Painter 2011 die neu eingeführte PDC Tour Card, welche von nun an benötigt wurde, um die Turniere der PDC Pro Tour zu spielen. Beim World Matchplay 2011 schied Painter in der ersten Runde nach einem 12:14 gegen Adrian Lewis aus.
Im August 2011 kam Painter erstmals in das Finale eines Players Championship-Turniers. Bei dem Turnier in Kanada verlor er mit 2:6 das Finale gegen Ronnie Baxter. Beim World Grand Prix zwei Monate später, hatte er allerdings weniger Glück. Mit 0:2 in Sätzen verlor er in der ersten Runde gegen Vincent van der Voort.
Im Dezember 2011 gewann Painter seinen ersten (und bisher einzigen) Major-Titel. Bei den Players Championship Finals gewann er gegen Colin Osborne, Gary Anderson, Mervyn King und Scott Rand, bevor er sich gegen Mark Webster im Finale mit 13:9 zum Sieger krönen konnte und damit £60.000 für die Rangliste gewann.
Bei der anschließenden PDC World Darts Championship 2012 kam Painter ins Achtelfinale. Gegen Arron Monk und Mark Walsh konnte er sich noch durchsetzen. In der dritten Runde verlor er dann aber mit 2:4 gegen John Part. Daraufhin wurde er für die Premier League Darts 2012 nominiert, die er auf Rang 7 abschloss.
Bei den Austrian Darts Open 2012, dem ersten European-Darts-Tour-Event, kam Painter ebenfalls ins Achtelfinale. Beim World Matchplay 2012 konnte er allerdings erneut kein Spiel gewinnen. Die European Darts Championship 2012 endete für Painter dafür wieder im Achtelfinale, als er gegen den späteren Finalisten Wes Newton verlor. Beim World Grand Prix musste sich Painter ebenfalls erst in der zweiten Runde geschlagen geben, diesmal gegen Justin Pipe.
Beim Grand Slam of Darts 2012, für den er erstmals seit 2009 wieder qualifiziert war, konnte Painter seine Gruppe als Zweitplatzierter abschließen. Das Achtelfinale gewann er dann noch gegen Mervyn King, im Viertelfinale konnte er seinen Vorrundensieg gegen Dean Winstanley allerdings nicht wiederholen und schied nach einem 12:16 aus dem Turnier aus.
Seinen Players Championship Finals-Sieg konnte Painter nicht verteidigen. Im Gegenteil: er scheiterte bereits in der ersten Runde an Michael van Gerwen.
Die PDC World Darts Championship 2013 endete für Painter erneut im Achtelfinale, indem er mit 2:4 gegen Adrian Lewis verlor, nachdem er zuvor Ronnie Baxter mit 4:3 geschlagen hatte.
Auf der PDC Pro Tour 2013 erreichte Painter zweimal das Halbfinale. Bei allen weiteren Majors im Jahr 2013, an denen er teilnahm, kam Painter ins Achtelfinale. Seine letzten Gegner waren dabei Adrian Lewis (sowohl UK Open als auch European Darts Championship, im letzteren Fall auch der Turniersieger), Simon Whitlock (World Matchplay), Andy Hamilton (World Grand Prix) und James Wade (The Masters). Erst beim Grand Slam of Darts 2013 konnte Painter nicht ins Achtelfinale einziehen, sondern schied bereits in der Gruppenphase aus.
Ebenfalls ins Achtelfinale kam Painter dafür wieder bei der PDC World Darts Championship 2014, nachdem er sowohl Tomas Seyler als auch Paul Nicholson keinen Satz überließ, tat Simon Whitlock dasselbe mit ihm in der dritten Runde und warf Painter damit aus dem Turnier.

### 2014 bis 2021: Verlust der Tour Card und Karriere-Ende
Bei den UK Open 2014 erreichte Painter das Viertelfinale. Auf der Pro Tour hatte Painter hingegen weniger Erfolg, abgesehen von den European Darts Open, bei denen er im Halbfinale gegen den Turniersieger Peter Wright verlor. Beim World Matchplay gelang Painter kein Sieg, beim World Grand Prix hingegen erreichte er das Viertelfinale.
Bei der PDC World Darts Championship 2015 gewann Painter in der ersten Runde gegen Boris Kolzow, schied jedoch in der zweiten Runde überraschend gegen Cristo Reyes aus.
Auch die PDC Pro Tour 2015 verlief für Painter mit zwei Viertelfinalteilnahmen relativ schwach. Erstmals konnte sich Painter nicht für das World Matchplay, den World Grand Prix oder auch die Players Championship Finals qualifizieren. Bei der PDC World Darts Championship 2016 war Painter nur noch als Nummer 30 gesetzt. Er gewann zwar in der ersten Runde gegen Kim Viljanen, schied jedoch in der zweiten Runde gegen Phil Taylor mit 1:4 in Sätzen aus.
Auf der PDC Pro Tour 2016 kam Painter viermal ins Achtelfinale, unter anderem bei den German Darts Masters, was jedoch erneut zu wenig war, um sich für die Major-Turniere zu qualifizieren. Lediglich bei den Players Championship Finals 2016 konnte er antreten, verlor jedoch direkt in der ersten Runde gegen den Finalisten Dave Chisnall.
Bei der PDC World Darts Championship 2017 war Painter erstmals wieder nicht gesetzt. Nach einem 3:1-Sieg gegen Jamie Caven konnte er gegen Phil Taylor, der nun zum insgesamt sechsten Mal Painter letzter Gegner bei einer WM war, keinen Satz gewinnen.
Auf der PDC Pro Tour 2017 kam Painter in das Finale des Players Championship Nummer 17, indem er mit 2:6 gegen Kyle Anderson verlor. Ansonsten war auch in diesem Jahr wenig drin für Painter. Ganz knapp qualifizierte sich Painter für die PDC World Darts Championship 2018, bei der er in der ersten Runde mit 0:3 gegen Mensur Suljović verlor.
Auch im anschließenden Jahr konnte Painter keine Erfolge feiern. Einmal kam er ins Achtelfinale eines Players Championship-Turniers, trotzdem qualifizierte er sich nicht für die PDC World Darts Championship 2019 und verlor seine Tour Card. Infolgedessen trat er im Januar 2019 bei der PDC Qualifying School an, wo er zwar einmal das Halbfinale erreichte, allerdings nicht die Tour Card zurückgewinnen konnte. Aus diesem Grund spielte Painter 2019 einige Turniere der PDC Challenge Tour, wo er jedoch ebenfalls keine Erfolge erzielte. In der zweiten Hälfte des Jahres spielte er dann erstmals wieder einige Turniere der BDO und kam bei den West Midlands Open ins Viertelfinale.
2020 spielte er erneut die PDC Qualifying School, konnte allerdings erneut keine Tour Card gewinnen. Infolgedessen versuchte er sich erneut auf der PDC Challenge Tour, wo er einmal das Viertelfinale erreichte.
Bei der Q-School 2021 erreichte Painter am dritten Tag die Final Stage. Nachdem er jedoch auch am letzten Tag der Q-School keine Tour Card erspielen konnte, verkündete Painter über Twitter das Ende seiner Dartskarriere.

### Seit 2023
Überraschend tauchte Painter dann doch wieder auf der Anmeldeliste für die Q-School 2024 auf. An den ersten zwei Tagen gewann Painter insgesamt drei Spiele, da er dann aber den dritten Tag außließ, schaffte er es nicht in die Final Stage.

## Persönliches
Painter lebt in Rugby, Warwickshire.

## Weltmeisterschaftsresultate

### BDO
- 1994: 1. Runde (0:3-Niederlage gegen  Kevin Kenny)
- 1995: Achtelfinale (0:3-Niederlage gegen  Martin Adams)
- 1996: 1. Runde (2:3-Niederlage gegen  Ronnie Baxter)
- 1998: Achtelfinale (1:3-Niederlage gegen  Richie Burnett)
- 1999: Achtelfinale (0:3-Niederlage gegen  Ronnie Baxter)
- 2000: Viertelfinale (2:5-Niederlage gegen  Ted Hankey)
- 2001: Viertelfinale (2:5-Niederlage gegen  Andy Fordham)

### PDC
- 2002: 1. Runde (2:4-Niederlage gegen  Ronnie Baxter)
- 2003: Halbfinale (4:6-Niederlage gegen  John Part)
- 2004: Finale (6:7-Niederlage gegen  Phil Taylor)
- 2005: Viertelfinale (1:5-Niederlage gegen  Phil Taylor)
- 2006: Viertelfinale (1:5-Niederlage gegen  Phil Taylor)
- 2007: 1. Runde (1:3-Niederlage gegen  Colin Osborne)
- 2008: Halbfinale (2:6-Niederlage gegen  John Part)
- 2009: Achtelfinale (1:4-Niederlage gegen  Phil Taylor)
- 2010: Achtelfinale (1:4-Niederlage gegen  Raymond van Barneveld)
- 2011: 1. Runde (0:3-Niederlage gegen  Brendan Dolan)
- 2012: Achtelfinale (2:4-Niederlage gegen  John Part)
- 2013: Achtelfinale (2:4-Niederlage gegen  Adrian Lewis)
- 2014: Achtelfinale (0:4-Niederlage gegen  Simon Whitlock)
- 2015: 2. Runde (3:4-Niederlage gegen  Cristo Reyes)
- 2016: 2. Runde (1:4-Niederlage gegen  Phil Taylor)
- 2017: 2. Runde (0:4-Niederlage gegen  Phil Taylor)
- 2018: 1. Runde (0:3-Niederlage gegen  Mensur Suljović)

### WSDT
- 2022: Halbfinale (2:4-Niederlage gegen  Robert Thornton)
- 2023: Halbfinale (0:3-Niederlage gegen  Robert Thornton)
- 2024: Achtelfinale (1:3-Niederlage gegen  John Henderson)
- 2025: 1. Runde (2:3-Niederlage gegen  Richie Burnett)

## Titel

### BDO
- Weiter
  - 1995: England Open
  - 1997: British Open

### PDC
- Major
  - Players Championship Finals: (1) 2011 (2)
- Pro Tour
  - UK Open Qualifiers:
    - UK Open Qualifiers 2003/04: 6
    - UK Open Qualifiers 2005/06: 1
- Weitere
  - 2002: Bob Anderson Classic
  - 2004: Sheppey Darts Classic